# Yangbajain
Yangbajain (também escrito como Yangbajing) é uma cidade situada a aproximados 87 quilômetros do noroeste do distrito de Lassa, a meio caminho do condado de Damxung, na região autônoma do Tibete, China. A cidade fica ao sul das montanhas Nyenchen Tanglha, em um vale verdejante cercado por tendas de nômades com iaques e ovelhas que povoam a encosta. É também o local do mosteiro de Yangpachen, que foi historicamente a sede dos shamarpas de Karma Kagyü e do Observatório Internacional do Raio Cósmico de Yangbajing.

## Campo geotérmico
A área é conhecida pelo Campo Geotérmico de Yangbajain, que foi aproveitado para produzir eletricidade para a capital Lassa. Há uma usina termelétrica na beira do campo de Yangbajain, cobrindo vinte a trinta quilômetros quadrados. A planta da usina foi estabelecida em 1977, sendo a primeira a desenvolver energia geotérmica não apenas no Tibete, mas em toda a China.
As quentes fontes termais de Yangbajain estão situadas a uma altitude de 4 290 a 4 500 metros (14 000 a 15 000 pé), que faz com que seja o maior conjunto em altitude de fontes termais na China e, possivelmente, no mundo. A temperatura mais alta dentro do furo de perfuração é de 125,5 °C.

## ResortMedicinal
O Resort Medicinal Santa Primavera tem duas piscinas cobertas e uma piscina ao ar livre, todas com água termal. O banho é permitido a uma altitude de 4 200 metros AMSL, tornando-se provavelmente a piscina mais alta do mundo.

## Observatório Internacional do Raio Cósmico de Yangbajing
O Observatório Internacional de Raios Cósmicos de YBJ (国际 宇宙 线 观测 站) está localizado no vale de Yangbajing, no planalto tibetano, um local escolhido por sua alta altitude de 4 300 metros acima do nível do mar. Institutos colaboradores incluem o Istituto Nazionale di Fisica Nucleare (INFN) e várias universidades chinesas e japonesas. O telescópio submilimétrico KOSMA de 3 metros foi realocado para um local próximo e renomeado para CCOSMA.